# Jana Ruzawina
Jana Nikołajewna Ruzawina (ros. Яна Николаевна Рузавина, ur. 23 września 1982 w Kurczatowie) – rosyjska florecistka, dwukrotna medalistka mistrzostw świata.
W 2001 roku zdobyła drużynowo srebrny medal na mistrzostwach świata juniorów w Gdańsku. Na rozgrywanych rok później na mistrzostwach świata juniorów w Antalyi zdobyła drużynowo złoty medal.
Podczas mistrzostw świata w Turynie w 2006 roku Rosjanki w składzie: Swietłana Bojko, Aida Szanajewa, Julija Chakimowa i Jana Ruzawina zdobyły złoto w zawodach drużynowych. W rywalizacji indywidualnej zajęła tam szóste miejsce. Drużynowo zdobyła następnie srebrny medal na mistrzostwach świata w Petersburgu w 2007 roku.
Zdobyła złote medale indywidualnie i drużynowo na mistrzostwach Europy w Izmirze (2006). Ponadto na rozgrywanych rok później mistrzostwach Europy w Izmirze zdobyła drużynowo srebrny medal.
Nigdy nie wzięła udziału w igrzyskach olimpijskich.